# Procesret
Procesretten er det den juridiske disciplin, der vedrører juridiske processer ved domstolene. Blandt procesrettens vigtigste retskilder er retsplejeloven. Procesretten inddeles typisk i straffeproces og civilproces.
Straffeproces omfatter de regler, som gælder for en straffesag, der føres ved domstole. Civilproces vedrører de regler, som regulerer et civilt søgsmål, der føres ved domstole. Endvidere findes underdisciplinen international procesret.
Procesretten hører traditionelt til kategorien offentlig ret.